# Бавиљијано-Казе Бекаљи (Пистоја)
Бавиљијано-Казе Бекаљи је насеље у Италији у округу Пистоја, региону Тоскана.
Према процени из 2011. у насељу је живело 103 становника. Насеље се налази на надморској висини од 40 м.